# Złotoria (gmina Choroszcz)

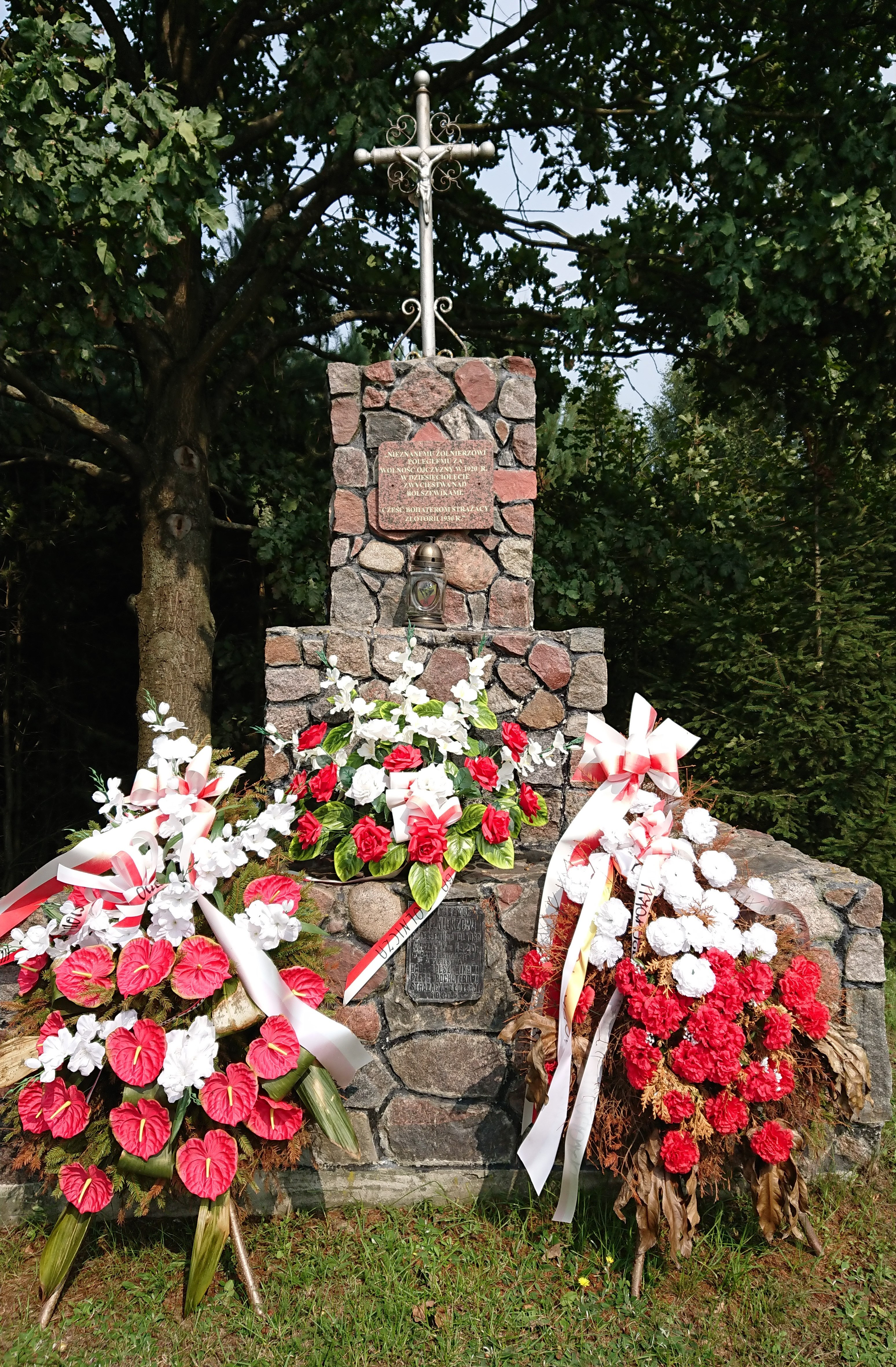
Pomnik poświęcony pamięci nieznanego żołnierza poległego w wojnie polsko-bolszewickiej, Złotoria-Piaski, 1930

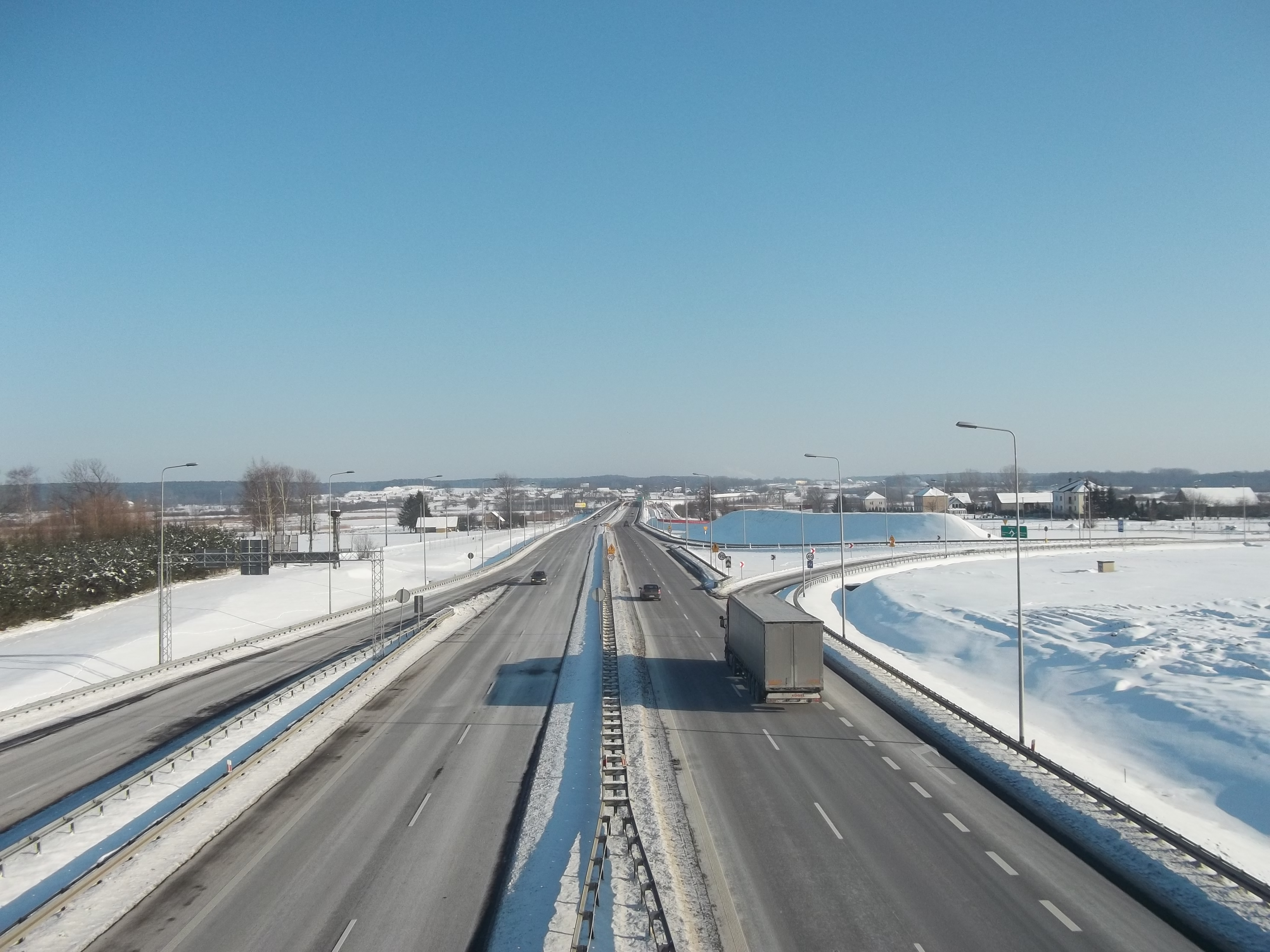
S8 w Złotorii

Złotoria – wieś w Polsce położona w województwie podlaskim, w powiecie białostockim, w gminie Choroszcz.
Złotoria leży przy szosie Białystok–Warszawa. Położona przy ujściu rzeki Supraśl do Narwi. Od granic Białegostoku dzieli ją odległość 12 km.
Miejscowość jest siedzibą parafii rzymskokatolickiej św. Józefa, należącej do metropolii białostockiej, diecezji łomżyńskiej, dekanatu Kobylin. 

## Historia

### Historia miejscowości
W I Rzeczypospolitej należała do ziemi bielskiej w województwie podlaskim.
W roku 1827 liczyła 43 domy i 271 mieszkańców.
W XIX wieku wieś, folwark i dobra. Narew oddzielała tu gubernię grodzieńską od łomżyńskiej. W miejscowości urząd pocztowy, browar, wiatrak.
Pod koniec XIX w. w powiecie mazowieckim, gmina Stelmachowo, parafia Tykocin. Dobra Złotorya o powierzchni 1195 morgów w roku 1886 składały się z folwarków Złotorya i Awuls. Wieś Złotorya osad 54, morgów 1305.
W Narwi i Supraśli odławiano duże ilości raków. Wybudowanie pobliskiej Kolei Warszawsko-Petersburskiej i możliwość transportu raków do Warszawy spowodowało takie ich wyniszczenie, że dziś stary, duży rak należy w Złotoryi do osobliwości.
W latach 1975–1998 miejscowość należała administracyjnie do województwa białostockiego.

### Historia kościoła
Parafia pw. św. Józefa, wydzielona z parafii Tykocin erygowana w 1919 przez biskupa Antoniego Karasia. Kościół drewniany pw. św. Józefa zbudowany w latach 1919–1920 staraniem księdza Walerego J. Nowosadko.
Plebania murowana wybudowana w latach 1919–1920.

## Zabytki
- drewniany kościół parafialny pod wezwaniem św. Józefa, 1920, nr rej.: 578 z 27.12.1984[10].
- pomnik ku czci żołnierzy poległych w wojnie polsko-bolszewickiej [Złotoria-Piaski]

## Organizacje pożytku publicznego
- Ochotnicza Straż Pożarna w Złotorii. Istnieje od roku 1928[11]. W zasobach jednostki znajduje się strażnica z garażem i salą. OSP posiada samochód Star 244 – GMB 2,5/8 i m.in. zestaw ratownictwa drogowego i medycznego PSP R1. Jednostka od sierpnia 2010 r. wpisana jest do Krajowego Systemu Ratowniczo-Gaśniczego [nr 309B44].

## Transport
Przez miejscowość przechodzą drogi:
- trasa europejska E67 Helsinki – Kowno – Warszawa – Praga,
- droga ekspresowa S8 Kudowa-Zdrój – Wrocław – Warszawa – Białystok – Suwałki – Budzisko

## Urodzeni w Złotorii
- W Złotorii urodził się Michał Jankowski polski pionier rosyjskiego Dalekiego Wschodu, przyrodnik i hodowca. Szlachcic herbu Nowina, za udział w powstaniu styczniowym zesłany na Syberię[12].
- Elżbieta Michalska (* 1971), poetka w Złotorii